# Monica Heller
Monica Heller (* 30. Juni 1955) ist eine kanadische Linguistin, welche sich mit Linguistischer Anthropologie beschäftigt. Ihr Forschungsschwerpunkt richtet sich auf die Rolle von Sprache bei der Herausbildung sozialer Differenzierung und sozialer Ungleichheit innerhalb der Wirtschaft. Sie betrachtet hierbei vor allem den frankophonen Teil Kanadas.

## Leben
Heller studierte Soziologie und Anthropologie am Swarthmore College, einem privaten College in Swarthmore, Pennsylvania, und erhielt dort 1976 einen Bachelor of Arts (Honors). Anschließend studierte sie Linguistik an der University of California, Berkeley, wo sie 1978 einen Master of Arts und 1982 einen Ph.D. erhielt. Anschließend wurde sie am Ontario Institute for Studies in Education der University of Toronto tätig und lehrt dort heute als Professorin.
1997 war sie Gastprofessorin am John-F.-Kennedy-Institut für Nordamerikastudien der Freien Universität Berlin. Heller ist seit 2005 Fellow der Royal Society of Canada. Von 2007 bis 2012 war sie Associate Editor des Journal of Sociolinguistics. Seit 2009 ist Heller Mitglied im Comité de suivi de la situation linguistique des Office québécois de la langue française (OQLF). Das OQLF ist eine dem Kulturministerium von Québec unterstehende öffentlichen Organisation. Von 2011 bis 2013 war sie Vizepräsidentin und President-Elect der American Anthropological Association. Von 2013 bis 2015 war sie Präsidentin der American Anthropological Association. Zuvor hatte sie bereits von 2005 bis 2008 dem Executive Board der American Anthropological Association angehört.

## Auszeichnungen
- 1998: Connaught Research Fellowship der University of Toronto
- 2001: Konrad Adenauer-Forschungspreis für kanadische Geisteswissenschaftler[2] der Alexander von Humboldt-Stiftung
- 2010: President’s Award der American Anthropological Association[3]
- 2013: President's Award der American Anthropological Association[3]

## Veröffentlichungen (Auswahl)
- Monica Heller [Hrsg.]: Codeswitching: Anthropological and Sociolinguistic Perspectives. (1988, Berlin: Mouton de Gruyter)
- Monica Heller: Crosswords: Language, Ethnicity and Education in French Ontario. (1994, Berlin: Mouton de Gruyter)
- Monica Heller, Mark Campbell, Phyllis Dalley, Donna Patrick: Linguistic Minorities and Modernity: A Sociolinguistic Ethnography (1999, London: Longman)
- Monica Heller, Marilyn Martin-Jones [Hrsg.]: Voices of Authority: Education and Linguistic Difference.
- Monica Heller: Éléments d’une sociolinguistique critique. (2002, Paris: Didier)
- Alexandre  Duchêne, Monica Heller [Hrsg.]: Discourses of Endangerment: Ideology and Interest in the Defense of Languages. (2007, London: Continuum)
- Monica Heller [Hrsg.]: Bilingualism: A Social Approach. (2007, London: Palgrave Macmillan)
- Alexandre Duchêne, Monica Heller [Hrsg.]: Language in Late Capitalism: Pride and Profit. (2011, London: Routledge)
- Monica Heller: Paths to Postnationalism: A Critical Ethnography of Language and Identity. (2011, Oxford University Press)